# 塞琴凯
塞琴凯，是匈牙利诺格拉德州所辖的一个村。总面积9.78平方公里，总人口226，人口密度23.1人/平方公里（2011年1月1日）。